# 39P/Oterma
39P/Oterma – kometa okresowa należąca do grupy komet typu Chirona. 

## Odkrycie
Kometę tę odkryła fińska astronom Liisi Oterma 8 kwietnia 1943 roku w Turku. W nazwie znajduje się zatem nazwisko odkrywczyni.

## Orbita komety
Orbita komety 39P/Oterma ma kształt elipsy o mimośrodzie 0,24. Jej peryhelium znajduje się w odległości 5,47 j.a., aphelium zaś 9,03 j.a. od Słońca. Jej okres obiegu wokół Słońca wynosi 19,53 roku, nachylenie do ekliptyki to wartość 1,94˚.